# Der junge Montalbano
Der junge Montalbano ist eine italienische Krimiserie des Senders Rai 1, die auf den Kurzgeschichten von Andrea Camilleri basiert. Sie bildet die Vorgeschichte zu Commissario Montalbano.

## Handlung
Die Handlung spielt in Sizilien, Anfang der 1990er Jahre. Der junge Ermittler Salvo Montalbano wird wegen außerordentlicher Fähigkeiten befördert und in seine Heimatstadt Vigàta versetzt. Er versucht, integer zu bleiben, und sagt der Korruption den Kampf an. Mit ihm ermitteln die Kollegen Fazio, Catarella und Augello.
Die Drehbücher der ersten sechs Filme beziehen sich auf Kurzgeschichten aus den Büchern Das Paradies der kleinen Sünder (2001), Die Nacht des einsamen Träumers (2002), Die Rache des schönen Geschlechts (2004) und Der falsche Liebreiz der Vergeltung (2005). Den sechs Filmen der zweiten Staffel liegen die Kurzromane aus der Sammlung Morte in mare aperto e altre indagini del giovane Montalbano (2014, deutsch Der ehrliche Dieb: Commissario Montalbano hat ein Herz für kleine Sünder, 2015), weitere fünf Kurzgeschichten aus Das Paradies der kleinen Sünder (2001) sowie zwei bisher noch nicht auf Deutsch erschienene Erzählungen zugrunde.

## Produktion
Drehorte der Serie waren hauptsächlich die Orte Syrakus und Agrigent, einzelne Szenen wurden außerdem in Noto, Punta Secca, Ragusa Ibla, Scicli und Vittoria gedreht. Das Set-Design schufen Luciano Ricceri (6 Episoden) und Francesco Cotone (6 Episoden). Wie in der Vorgängerserie werden vele Dialoge in Sizilianisch gesprochen, wie auch in der literarischen Vorlage von Andrea Camillieri.
Die Rolle des jungen Comissario übernahm Michele Rondino.  Curri, curri e Vuci mia cantannu, das sizilianische Lied, das jeweils Vor- und Abspann begleitet, wurde von Andrea Guerra komponiert, es singt Olivia Sellerio.

## Episoden
| Nr. | Italienischer Filmtitel (Erstausstrahlung)          | Deutscher Filmtitel (Synchronisation) | Deutsche Erstausstrahlung |
| --- | --------------------------------------------------- | ------------------------------------- | ------------------------- |
| 1   | La prima indagine (23.02.2012)                      | Montalbanos erster Fall               | 30.07.2013 (ServusTV)     |
| 2   | Capodanno (01.03.2012)                              | Silvester                             | 06.08.2013 (ServusTV)     |
| 3   | Ritorno alle origini (08.03.2012)                   | San Calorio                           | 13.08.2013 (ServusTV)     |
| 4   | Ferito a morte (15.03.2012)                         | Ein teuflischer Plan                  | 20.08.2013 (ServusTV)     |
| 5   | Il terzo segreto (22.03.2012)                       | Das dritte Geheimnis                  | 27.08.2013 (ServusTV)     |
| 6   | Sette lunedì (29.03.2012)                           | Sieben Montage                        | 03.09.2013 (ServusTV)     |
| 7   | L'uomo che andava appresso ai funerali (14.09.2015) | (noch keine Übersetzung)              | (noch keine Ausstrahlung) |
| 8   | La stanza numero due (21.09.2015)                   | (noch keine Übersetzung)              | (noch keine Ausstrahlung) |
| 9   | Morte in mare aperto (28.09.2015)                   | (noch keine Übersetzung)              | (noch keine Ausstrahlung) |
| 10  | La transazione (05.10.2015)                         | (noch keine Übersetzung)              | (noch keine Ausstrahlung) |
| 11  | Il ladro onesto (12.10.2015)                        | (noch keine Übersetzung)              | (noch keine Ausstrahlung) |
| 12  | Un'albicocca (19.10.2015)                           | (noch keine Übersetzung)              | (noch keine Ausstrahlung) |